# Castro de Sacóias
O Castro de Sacoias, ou Povoado Fortificado de Sacoias, é um antigo povoado fortificado e sítio arqueológico situado na aldeia de Sacoias, freguesia de Baçal, Município de Bragança, sub-região do Alto Trás-os-Montes, região Norte de Portugal.

## História
É provável que o local tenha sido construído durante a Idade do Ferro, e reestruturado ao longo do tempo. Foi ocupado por colonos romanos durante a ocupação romana da Península Ibérica.
Durante a segunda metade do século XVIII, o então templo religioso existente foi transferido do Castro para a povoação principal, em substituição de uma capela mais antiga, que albergava então uma fonte baptismal e conservava o Santíssimo Sacramento.
O Castro, e conjunto de estruturas existentes, têm uma importância individual que resultou na sua designação como Monumento Nacional em 1910, bem como estrutura de interesse municipal pela Câmara Municipal de Bragança.

## Arquitectura
O local está situado no topo de uma colina rural isolada, elevando-se sobre a Capela de Nossa Senhora da Assunção. Consiste em um povoado fortificado destruído, com pequenas muralhas construídas de pedras pequenas, além de restos de telhas, tijolos e mós. A maioria dos artefatos desenterrados no local foi recolhida pela Sociedade Martins Sarmento e está exposta no Museu do Abade de Baçal, em Bragança.